# Adiantopsis perfasciculata
Adiantopsis perfasciculata är en kantbräkenväxtart som beskrevs av Sehnem. Adiantopsis perfasciculata ingår i släktet Adiantopsis och familjen Pteridaceae. Inga underarter finns listade.